# وارث بعدی
وارث بعدی (به تامیلی: Adutha Varisu) فیلمی محصول سال ۱۹۸۳ و به کارگردانی اس.پی موتارمن است. در این فیلم بازیگرانی همچون راجینیکانت، سری دوی، سیلک سمیتا ایفای نقش کرده‌اند.